# Torre Pusterla
La Torre Pusterla è un edificio del XIV secolo, ultima testimonianza tuttora presente del castello - oggi non più esistente - di Casalpusterlengo, in provincia di Lodi. Deve il proprio nome alla famiglia dei Pusterla, feudataria del luogo.

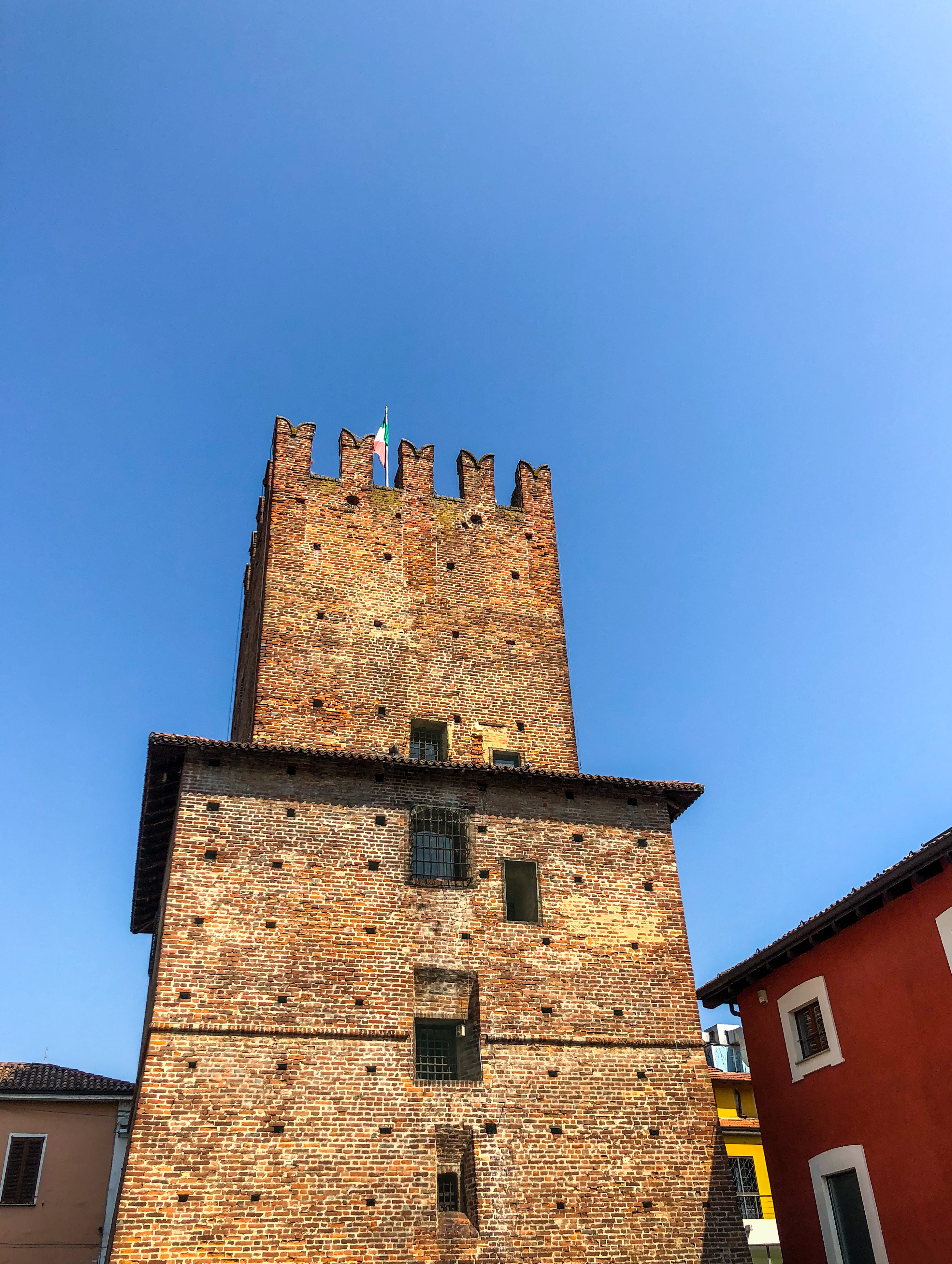
La Torre Pusterla di Casalpusterlengo (LO) vista dal fronte sud-est

## Storia

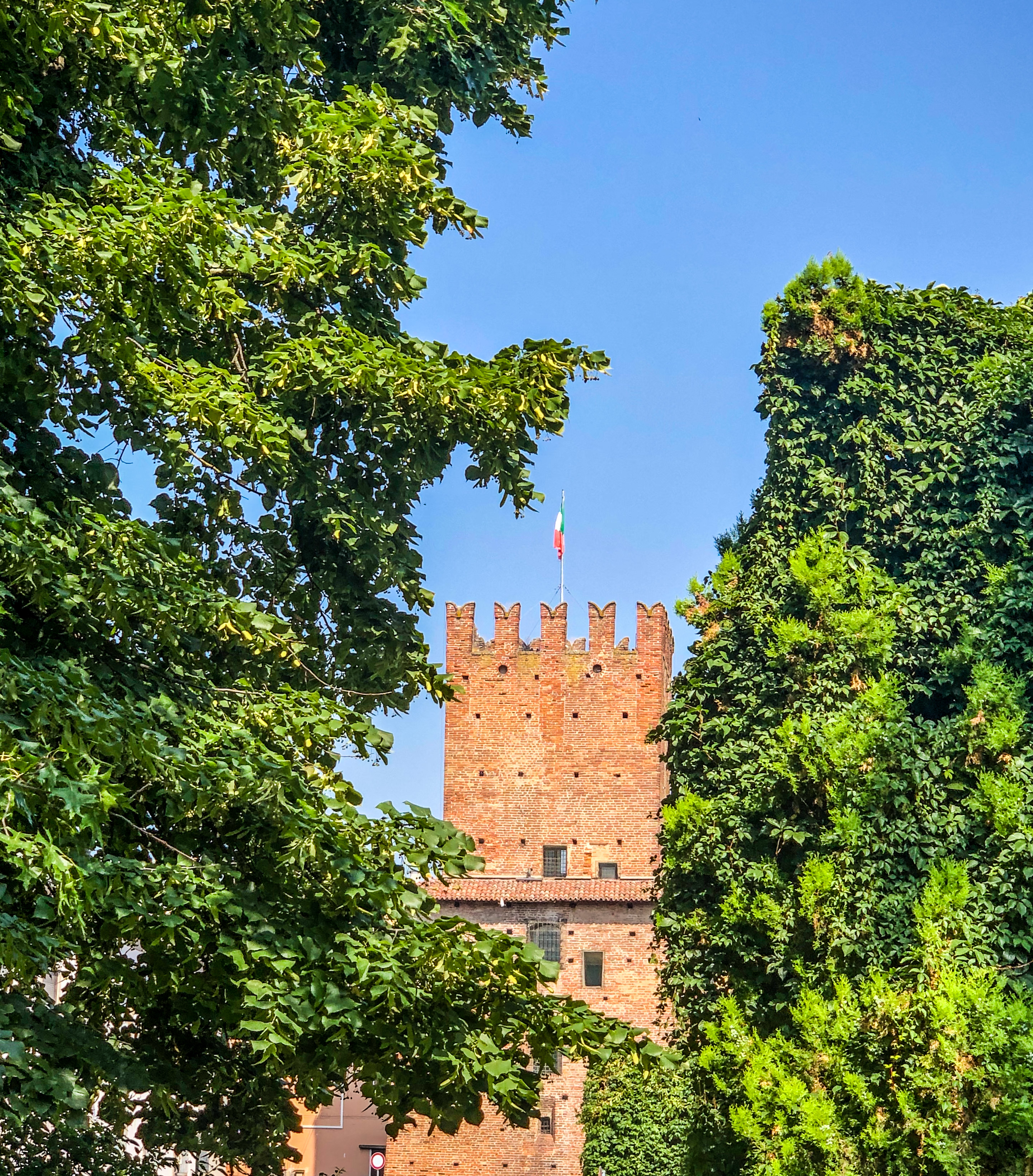
La Torre Pusterla di Casalpusterlengo (LO) vista dai giardini di piazza della Repubblica

Il castello fu al centro di numerosi fatti d'arme tra i secoli XV e XVI. In particolare si ricorda l'assedio del 1447 compiuto dalle truppe veneziane dirette a Milano nel periodo dell'Aurea Repubblica Ambrosiana. L'assedio fu respinto, mentre le mura di altre località vicine, come San Colombano e Lodi, non ressero. Proprio a Casalpusterlengo Francesco Sforza poté radunare il proprio esercito; rifondò poi il Ducato di Milano nel 1450. La pace di Lodi del 9 aprile 1454 segnò la fine dei lunghi e numerosi conflitti nei quali si contestualizza anche questo assedio.
La torre fu adibita a carcere già nel XVI secolo.
Nel 1864 il palazzo feudale adiacente venne demolito; era quanto restava dell'antico castello, la cui cinta muraria aveva in passato contenuto anche la chiesa dei Santi Gervasio e Protasio, non più esistente.
Nel 1931 si rimosse la copertura della torre, riportando alla luce la merlatura originale a coda di rondine.
Nei decenni successivi, fino agli anni '50 del XX secolo, si procedette con la demolizione di porzioni di altri edifici adiacenti, portando la torre alle condizioni attuali, libera su ogni lato.
Negli anni '60 venne ricostruita la scala esterna che consente l'accesso all'edificio.
Attualmente è sede della Pro loco cittadina, e ospita periodicamente mostre di pittura nei locali interni.
La Torre Pusterla è il simbolo della città di Casalpusterlengo.